# 오! 열풍 코리아
《오! 열풍 코리아》는 2002년 7월 19일부터 2002년 11월 1일까지 방영된 SBS의 예능 프로그램이다.

방송 일정:
채널: SBS TV
방송 기간: 2002년 7월 19일 ~ 2002년 11월 1일
방송시간: 매주 금요일 오후 5:45 ~ 오후 6:35
방송 분량: 약50분
비고: 독립 편성
진행자: 박찬민, 이혜승

코너:
2회까지는 열풍 Big 1부터 Big 5까지 열풍 Big n 형식으로 연예계의 사건 사고나 패션 유행, 화제의 현장이나 문화, 인터넷상의 열풍 베스트와 영화 정보 순위 등 다양한 정보를 소개했으며, 3회 이후로는 내용에 적절한 코너명을 선정하여 4가지 열풍을 소개하였다.